# Mundur Armii Księstwa Warszawskiego

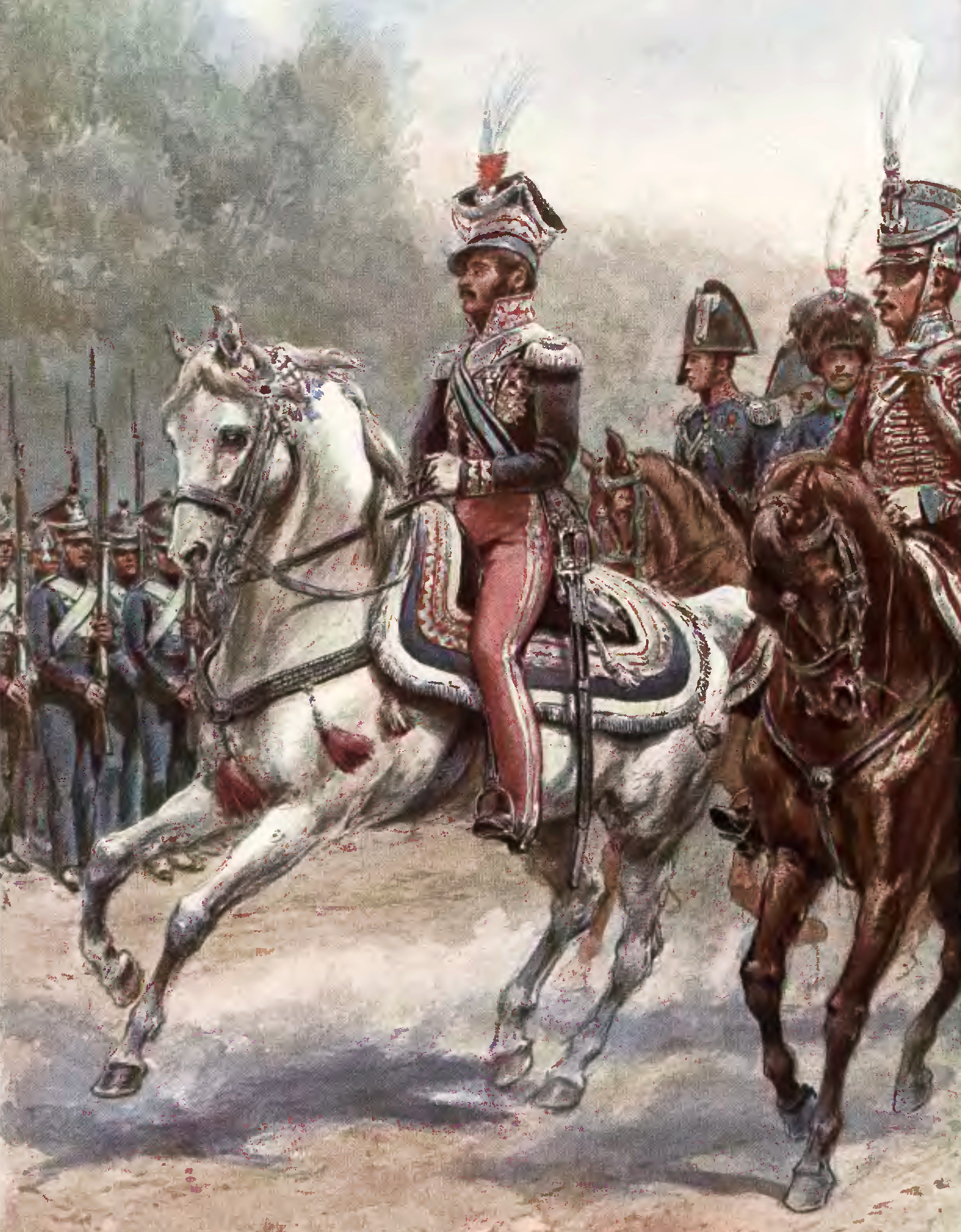
Generał Księstwa Warszawskiego

Mundur Armii Księstwa Warszawskiego – ubiór żołnierzy polskich w latach 1806–1815.
Umundurowanie wojsk Księstwa Warszawskiego oparte było na wzorach armii zaborczych, wojsk francuskich, a także na polskim wojsku przedrozbiorowym (Kawalerii Narodowej). Regulowały je początkowo przepis z 2 marca 1807 roku.
W 1810 roku wydano w Warszawie „Przepis ubiorów dla wojsk i administracyów wojennych Księstwa Warszawskiego”. Ujednolicał on umundurowanie wojsk Księstwa Warszawskiego. Ostatnim dopełnieniem przepisów mundurowych był „Dodatek do przepisu musztry dla piechoty Księstwa Warszawskiego” z 1812 roku.

## Mundur generalski

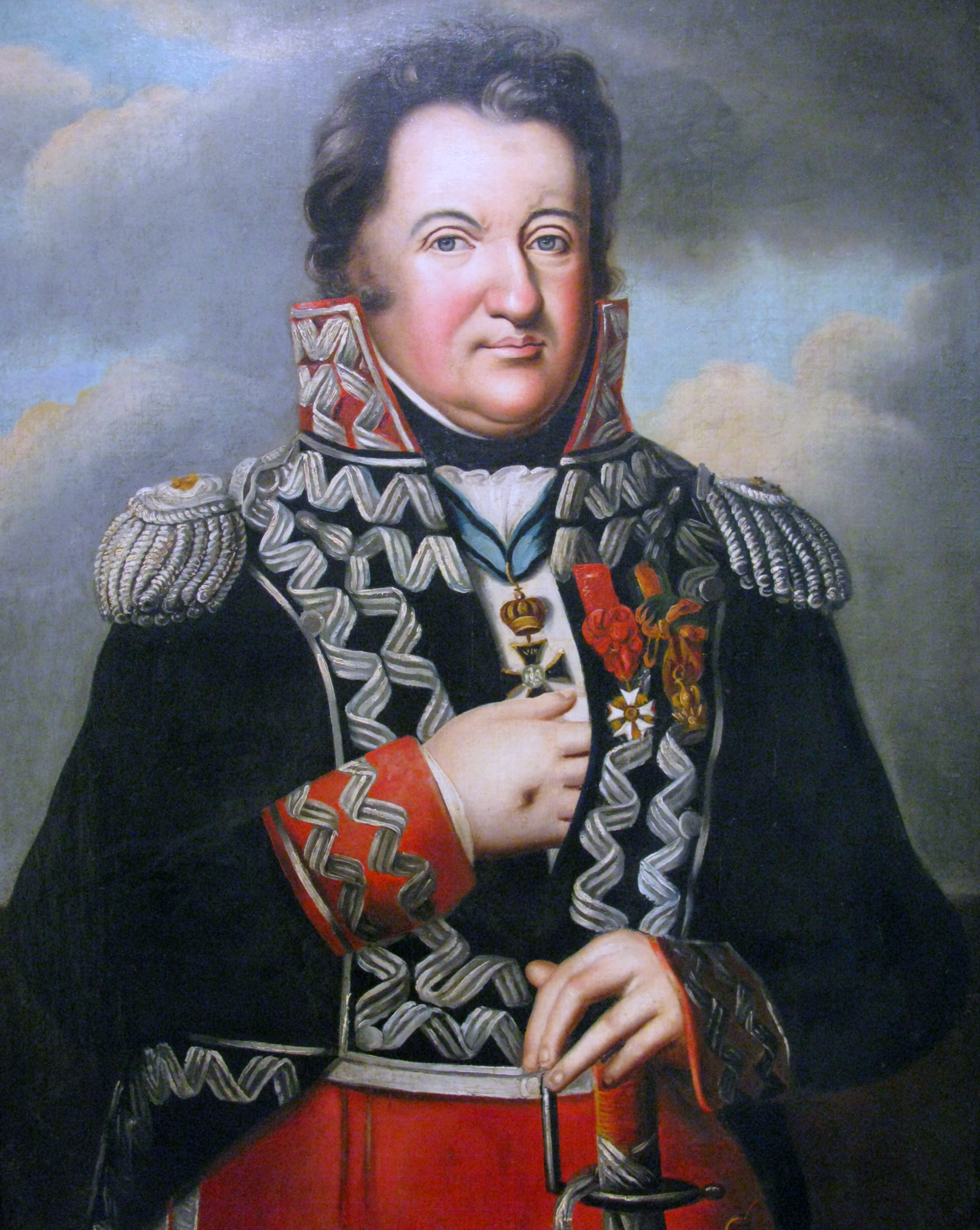
Generał Dąbrowski

Ubiór generalicji Księstwa Warszawskiego należał do najstrojniejszych mundurów w dziejach Wojska Polskiego. Duży wpływ na ogólny kształt i kolorystykę munduru generalskiego miał ubiór, który zaprezentował 6 listopada 1806 roku w Poznaniu generał Jan Henryk Dąbrowski. Jego mundur składał się z wysokiej rogatej czapki ozdobionej karmazynowym otokiem z podwójnym haftem generalskim. Granatowy wierzch czapki ozdobiony był srebrnym galonem i kordonkami, a na lewym boku srebrnym krzyżem kawalerskim i białą kitą. Kurtkę posiadał generał granatową z karmazynowym kołnierzem i wyłogami rękawów. Do tego karmazynowe sukienne spodnie.
W marcu 1807 roku wydano pierwszy regulamin ubioru generalskiego. Mundur służbowy składał się z granatowej kurtki z karmazynowymi wypustkami w szwach, wyłogach rękawów i kołnierza oraz granatowymi na piersi. Wyłogi rękawów i kołnierza karmazynowe. Oznaki stopni nosili generałowie na wyłogach i kołnierzu oraz dwie naramienne srebrne szlify grubymi bulionami. Szlify generała dywizji miały trzy pozłacane gwiazdy pięciopromienne, generała brygady dwie takie gwiazdy.
W tym zestawie noszono karmazynowe lub granatowe szarawary z białym lampasem. Nakryciem głowy była wykonana z czarnego filcu czapka rogata. Skórzany daszek ozdobiony był srebrnym haftem. Kolorytu dopełniał karmazynowy otoki z haftem generalskim. Do czapki przyczepiano białe pióro w tulejce, srebrny krzyż kawalerski i srebrne kordonki. Do tego generał nosił srebrną ładownicę z krzyżem kawalerskim, pałasz prosty w żelazo osadzony, pendent srebrny z klamrą srebrną z białym orłem, felcech narodowy i tradycyjną szarfę polską.
We wrześniu 1810 roku wprowadzono nowe przepisy dotyczące munduru generalskiego. Ustalono trzy jego typy: mundur galowy, mały pierwszy i mały drugi.
Do munduru galowego używano nadal granatowej kurtki kroju polskiego z karmazynową podszewką. Rabaty pozostały granatowe, a barwa karmazynową utrzymana została na wysokim stojącym kołnierzu i jako wypustki na granatowych mankietach, naokoło łapek przy kieszeniach oraz w szwach rękawów i na plecach. Dodano guziki srebrne „z wyobrażeniem robotą wypukłą orła polskiego”. Na wyłogach napierśnych było czternaście guzików; przy kieszeniach – sześć, z tyłu na fałdach – cztery, przy szlifach – dwa. Pod kurtką noszono kamizelkę białą, której spod kurtki nie było widać.
Mundur mały drugi składał się z fraka granatowego z karmazynowym kołnierzem i wypustkami w szwach, na mankietach i klapkach kieszeni. Kamizelka biała. Spodnie długie z sukna karmazynowego, obszyte sznurkami srebrnymi, albo granatowe bez lampasów i sznurków. Dopuszczalne były też sukienne białe albo nankinowe. Na balach noszono zazwyczaj białe lub czarne krótkie spodnie jedwabne z białym, lub czarnymi pończochami i trzewiki ze srebrną sprzączką. Na głowie noszono czarny kapelusz stosowany obszyty czarną taśmą kamelarową (z miękkiego włosia kozy) z galonem srebrnym do przytrzymywania kokardy przypiętym guzikiem mundurowym. Krawędzie kapelusza ozdobione były białym lub czarnym piórem strusim i w miejscu złożenia galonkami srebrnymi.

## Umundurowanie Legii

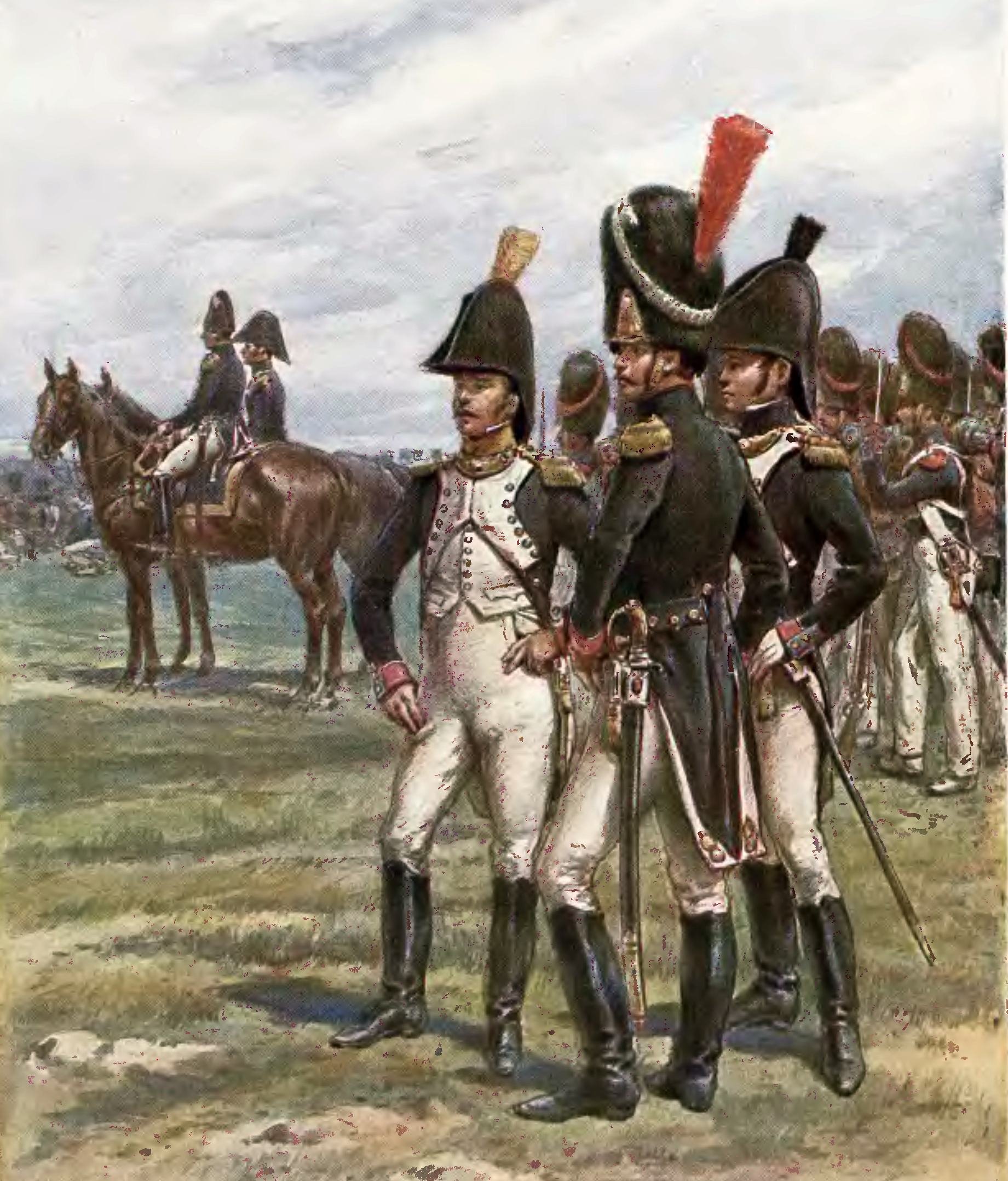
Piechota Księstwa Warszawskiego

Według przepisu ubiorczego z 2 marca 1807 roku umundurowanie żołnierzy w każdej z trzech legii księstwa różniło się.
W 1 Legii oficerowie nosili granatowe kurtki i rajtuzy, żółte wyłogi, kołnierz i wyłogi przy rękawach pąsowe, lampasy żółte, żółte guziki z numerem pułku. Rajtuzy nakładano na buty i zapinano ośmioma pętelkami. Giwer jak żołnierski.
W czasie służby noszono żółty ryngraf z białym orłem. Oficerowie starsi nosili złoty pendent z żółtą klamrą i białym orłem, z jedwabiem granatowym, a oficerowie młodsi – ze skóry białej lakierowanej.
W 2 Legii noszono kurtkę i spodnie granatowe, a wyłogi, kołnierz i łapki karmazynowe. Pozostałe części umundurowania jak w 1 Legii. Wszystkie dodatki, które w 1 Legii były złote, w drugiej były srebrne.
3 Legia nosiła zgodnie z przepisem granatowe kurtki i rajtuzy. Wyłogi, kołnierz i łapki były białe, guziki żółte numerowane, lampasy białe; reszta jak w 1 Legii. W rzeczywistości mankiety i kołnierze były czerwone
Mundur mały składał się z granatowego fraka, kołnierz tego koloru co u kurtki, wypustki koloru wyłogów, na przodzie prosto zapięty; guziki numerowane, epolety określające rangę i kapelusz. Do kapelusza mocowano białą kokardę.
Fizylierzy posiadali naramienniki granatowe, w kompaniach grenadierskich pułków piechoty epolety miały kolor pąsowy, a w woltyżerskich – zielony
Adiutanci w poszczególnych legiach nosili różne futrzane odbicia dołmanów. W 1 Legii noszono siwe, w 2. czarne a w 3. jasnokasztanowe.

## Umundurowanie piechoty

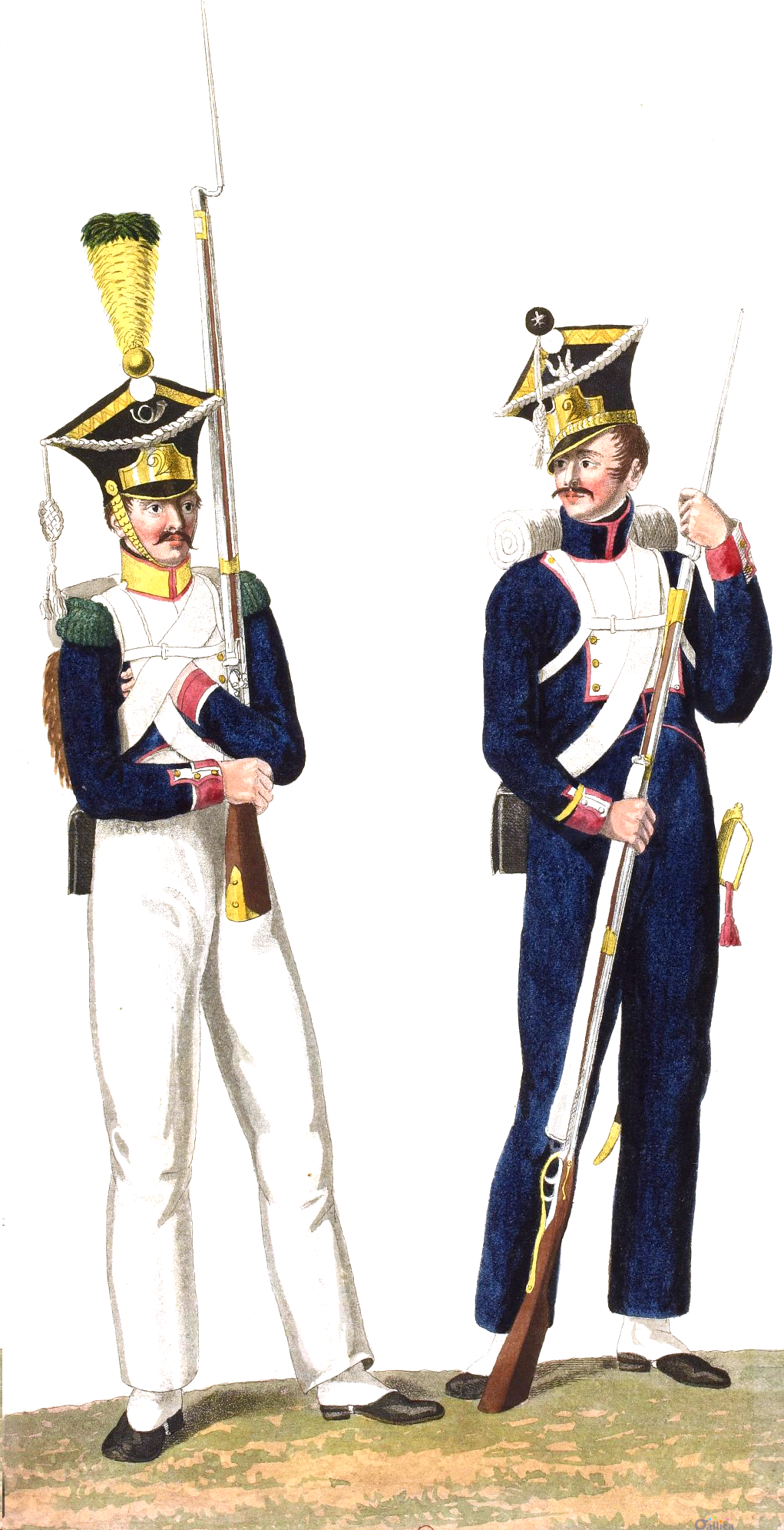
Woltyżer i fizylier

3 września 1810 wydano nowe przepisy ubiorcze dla piechoty. Intencją twórców regulaminu było ujednolicenie barwy mundurów piechoty we wszystkich dywizjach. Kurtki i fraki pozostawały granatowe, wyłogi zaś białe z karmazynowymi kołnierzami i mankietami oraz wypustki. Woltyżerowie nosili żółte kołnierze. Oficerowie zamiast kurtek nosili wysoko wycięte fraki oraz kapelusze, grenadierzy zaś futrzane bermyce. Niektórzy żołnierze mieli kołnierze granatowe.
Podoficerowie i szeregowcy nosili granatową kurtkę, z wyłogami z białego sukna, zapinanymi z dwóch stron na guziki. Zimą noszono długie spodnie granatowe, a latem białe płócienne. Pod spodnie noszono krótkie, białe, płócienne kamasze. Na głowie fizylierzy i woltyżerowie nosili polską czapkę rogatą z czarnego filcu, tektury i płótna, ze skórzanym daszkiem.
Wysokość czapki wynosiła około 22,5 cm, a szerokości boków 25 cm. Orzeł był wykonany z białej blachy, pod nim żółta blacha z numerem pułku, żółta metalowa podpinka z fizylierską gwiazdą lub woltyżerską trąbką na guzie. Daszek okuty był żółtą metalową obwódką. Nad kokardą noszono czarny pompon u fizylierów i kitę żółto-zieloną u woltyżerów. Na czapce kordony białe. Podoficerowi do kordonów przysługiwały białe, niciane frędzle z karmazynem.
Grenadierska bermyca z niedźwiedziego futra miała mały daszek z żółtą metalową obwódką. Z przodu, na żółtej blasze z numerem pułku, widniał biały orzeł, a po bokach dwa granaty. Kita była pąsowa, a kordony białe. Wierzch czapki okrągły z pąsowego sukna.
Pasy i lederwerki żołnierzy były koloru białego. Ładownice wykonane były z czarnej, lakierowanej skóry: u fizylierów posiadały mosiężny numer pułku, u grenadierów – granat, u woltyżerów – trąbkę.
Granatową furażerkę z taśmą i chwastem pąsowym w marszu zwijano pod ładownicą, a kitę przenoszono w ceratowym futerale przywiązanym do pochwy pałasza. Lejbik wykonany był z białego sukna, płaszcz zaś z sukna szarego.
Czapki podoficerów były okolone u góry calowym galonem.
Pułkowym saperom przysługiwała grenadierską bermyca, a na rękawach mieli naszyte z pąsowego sukna dwie na krzyż złożone siekiery z bombą gorejącą pośrodku. Na mundurze nosili biały, skórzany fartuch i białe rękawice z mankietami. Biały pas główny z klamrą mosiężną podtrzymywał futerał na siekierę z małą ładownicą.
Tambormajor, dobosze i muzykanci w każdym pułki posiadali inne charakterystyczne mundury. Podoficerowie i grenadierzy nosili długie wąsy i bokobrody, nieco mniejszy zarost obowiązywał woltyżerów. Fizylierzy byli bez zarostu. Saperów charakteryzowały potężne brody.

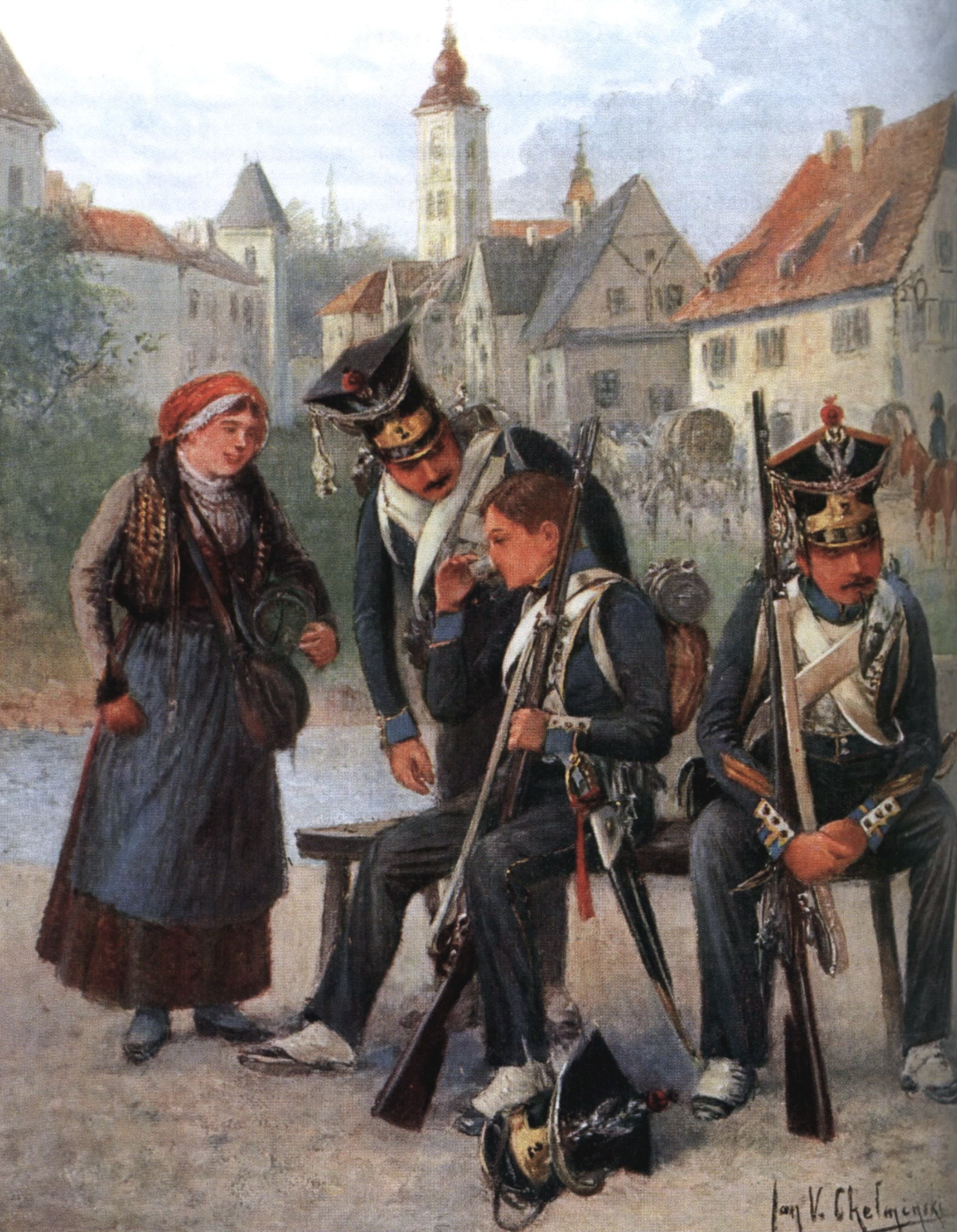
Żołnierze 2 pułk piechoty

Mundur wielki oficera składał się z granatowego fraka sukiennego, białej kamizelki i białych spodni sukiennych do węgierskich, oraz kapelusza stosowanego. Granatowy kołnierz fraka posiadał karmazynową wypustkę. Oficerowie kompanii woltyżerskiej posiadali kołnierz żółty, bez wypustek Wyłogi na piersi koloru białego, zapinane na małe guziki. Łapki u rękawów też karmazynowe, z białą wypustką. Frak zapinał się na haftki i rozchodził poniżej piersi ku udom. Kieszenie wszyte w poprzek, z trzema zębami i wypustką karmazynową. Podszewka fraka biała, poły spięte, a na nich, w rogach złotem wyszyte bomby dla grenadierów, trąbki dla woltyżerów, a gwiazdy dla fizylierów. Guziki fraka wykonane z żółtego metalu z wypukłymi numerami pułków. Na wyłogach znajdowało się siedem małych guzików z każdej strony. Z lewej strony, poniżej wyłogów, trzy guziki wielkie, z prawej wyszycia w kształcie dziurki do zapinania. Przy każdej kieszeni trzy duże guziki, dwa w stanie i trzy małe na każdej łapce rękawów, a po jednym guziku do szlify. Kamizelka z małymi guzikami mundurowymi i trzema guzikami przy kieszeniach częściowo wychodząca spod fraka. Chustka na szyję czarna, z białym brzegiem. Kapelusz obszyty czarną taśmą, z lewego skrzydła podwójnie założony złoty galon, szerokości ½ cala, zapięty na duży guzik mundurowy. Pod galonem – biała kokarda. Oficerowie grenadierów nosili czapkę niedźwiedzią z piórem pąsowym i srebrnym kordonem, oficerowie woltyżerów – na kapeluszach żółtą kitkę, oficerowie fizylierów – kitkę czarną.
Mundur mały oficera składał się z sukiennego granatowego fraka z granatowym kołnierzem i łapkami. Frak zapinany był na dziewięć wielkich guzików. Spodnie sukienne granatowe. Grenadierom przysługiwał kapelusz stosowany z pąsową kitą, oraz granatowy surdut dwurzędowy zapinany na siedem wielkich guzików. W lecie kamizelka i spodnie mogły być białe. Różnicę w stopniach oficerskich uwidocznione były na epoletach.
Cała piechota nosiła epolety złote, felcech i kordonki srebrne, ryngraf mały – pozłacany, z białym orłem w środku. Oficerowie piechoty uzbrojeni byli w płaską francuską szpadę z pozłacaną rękojeścią, w czarnej pochwie i ze skórzanym czarnym pasem.
Oficerowie odbywający służbę konno mieli pałasz żółto oprawny z pochwą mosiężną, a ostrogi srebrne. Również oficerowie kompanii wyborczych używali pałasza.

## Umundurowanie kawalerii

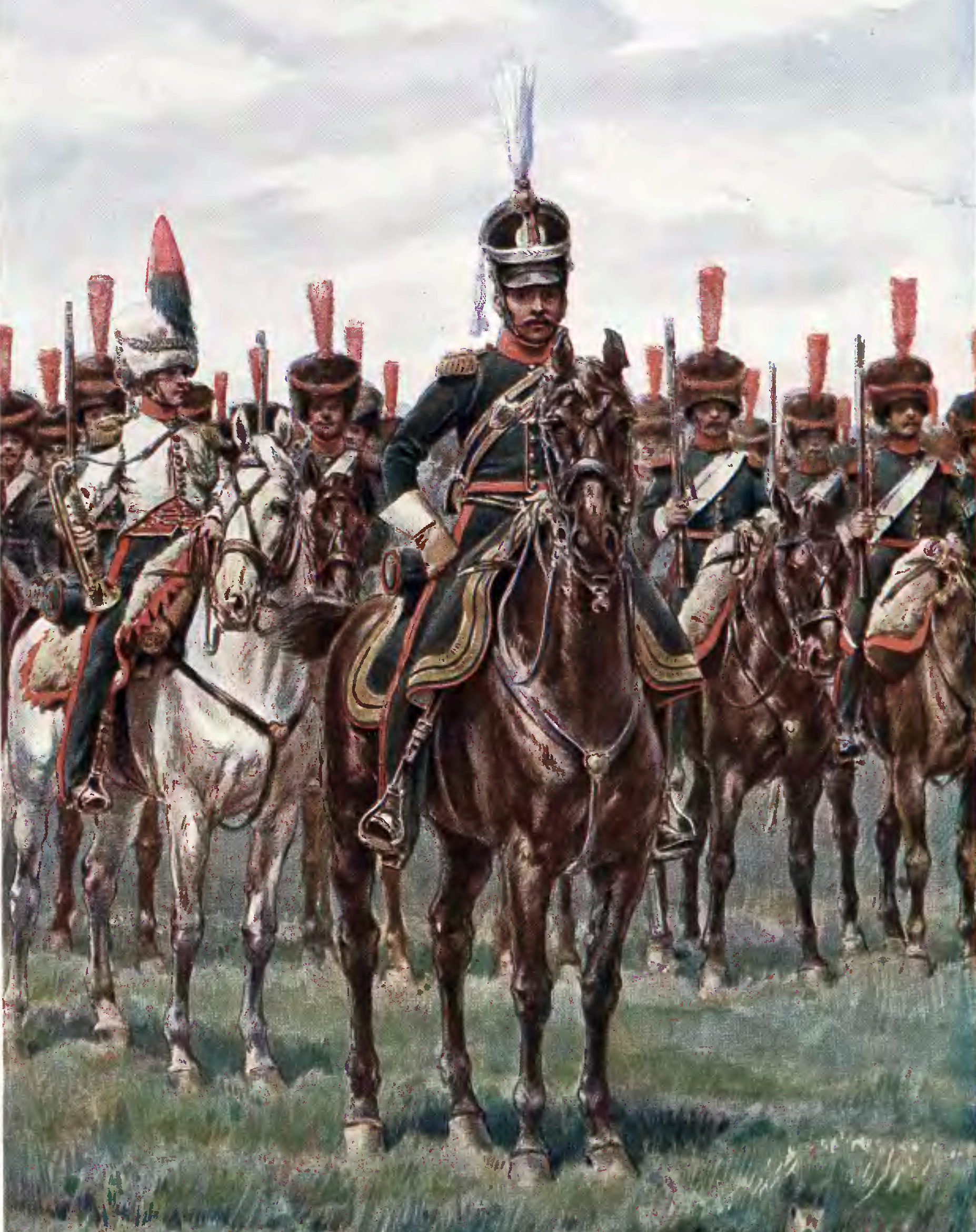
Strzelcy konni Księstwa Warszawskiego

Przepis z dnia 2 marca 1807 określał wygląd mundurów lekkiej jazdy w poszczególnych legiach.
W 1 Legii służbowy mundur oficerów składał się z granatowej kurtki, z kołnierzem i mankietami pąsowymi, a wyłogami żółtymi. Pod kurtką noszono biały lejbik. Rajtuzy granatowe z dwoma żółtymi lampasami, guziki żółte. Giwer z galonem z pąsową skórką posiadał z boku czarną kitę. Ładownica z czarnym, lakierowanym pasem i dwoma galonkami żółtymi obwiedziona po brzegach.
Do czapki przytwierdzona żółta blaszka z białym orłem. Wszystkie dodatki gładkie, pozłacane, pendent złoty, klamra żółta z białym orłem. Felcech zwyczajny – polski – zależny od rangi.
Na lewym ramieniu noszono złoty akselbant, a na prawym szlify. Oficerowie do służby mogli nosić szare rajtuzy z żółtymi lampasami.
Poza służbą noszono mundur mały. Był to granatowy frak z żółtymi wypustkami, kamizelką pąsową ze złotymi sznurkami, zdobioną po husarsku, długie węgierskie spodnie ze złotymi sznurkami i węgierskie buty, kapelusz stosowany z białą kokardą i czarną kitką.
Oficerowie pozostałych dwóch legii występowali w podobnych mundurach, ale zawsze z zachowaniem barwy właściwej dla dywizji.

### Ułani

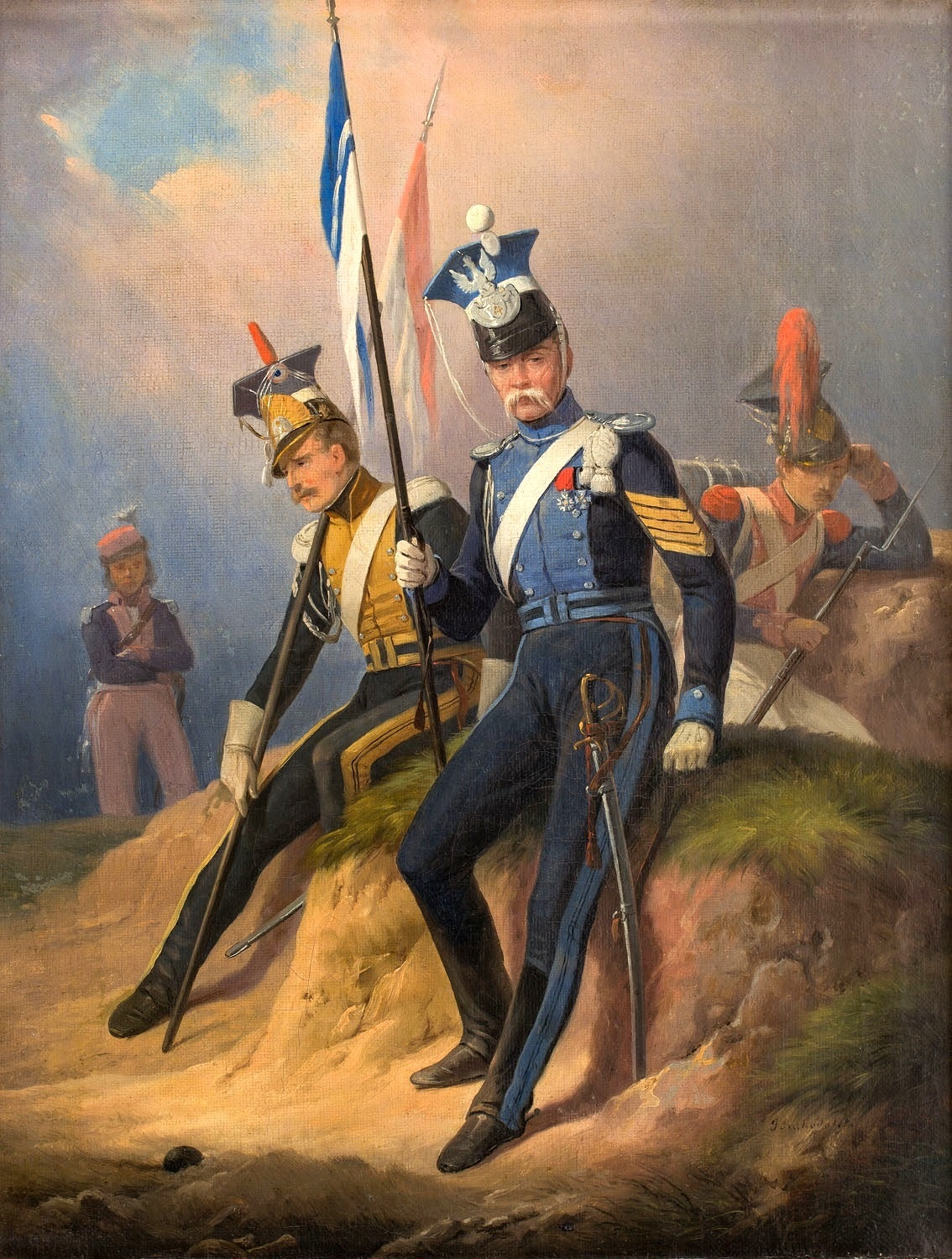
Ułani Księstwa Warszawskiego

Ułani stanowili najbardziej charakterystyczną polską formację jazdy. W 1810 roku starano się nadać mundurowi ułańskiemu jak najwięcej cech narodowych. Jako nakrycie głowy pozostała polska czapka rogata, wykonana z czarnego filcu o wysokości około 22,5 cm, przy czym każdy z boków miał około 25 cm. Czapki oficerskie miały u dołu galon złoty, a szeregowych wykonany z białej taśmy o szerokości 2 cali. Każdy z czterech rogów okuty był żółtą blaszką z haczykiem do zawieszania kordonów.
Po lewej stronie czapki mocowano kokardę narodową, na której u oficerów widniał złoty krzyż kawalerski. Kordon – złoty u oficerów, biały niciany u żołnierzy, a czerwony w kompanii wyborczej. Nad galonem żółta blacha z numerem pułku, daszek z czarnej skóry z żółtym metalowym okuciem. Pióropusz lub czarna kita włosiana wysokości ok. 15". Oficerowie sztabu nosili kitę białą, a żołnierze kompanii wyborczej – pąsowa. Poza tym kompania wyborcza nosiła czapki obszyte wokoło czarnym barankiem lub po prostu bermyce, mające na wierzchu flamę pąsową z kutasikiem.
Mundur wielki stanowiła granatowa kurta z odwijanymi na piersi wyłogami. W większości pułków były to wyłogi granatowe kolorze z barwnymi wypustkami po brzegach. Do munduru przyszywano żółte guziki z numerem pułku, na wyłogach z każdej strony po siedem, przy każdej kieszeni po trzy, na fałdach po dwa, do szlifów po jednym. Ułan nosił granatowe rajtuzy nakładane na wierzch butów, z podwójnymi 0,5" lampasami, zapinane u dołu na sześć haftek i guzik z sukna koloru lampasów. Chustka na szyję czarna, z białą wypustką. Rękawiczki białe, skórzane, z mankietami. Pułki wyróżniały się barwą kołnierzy, wypustek przy wyłogach kurtki, łapek przy rękawach i lampasów przy spodniach.
Oficerom przysługiwał płaszcz granatowy, z kołnierzem stojącym, koloru pułkowego, oraz kołnierzem drugim, wiszącym na ramionach. Żołnierze posiadali płaszcze z białego sukna.

### Strzelcy konni

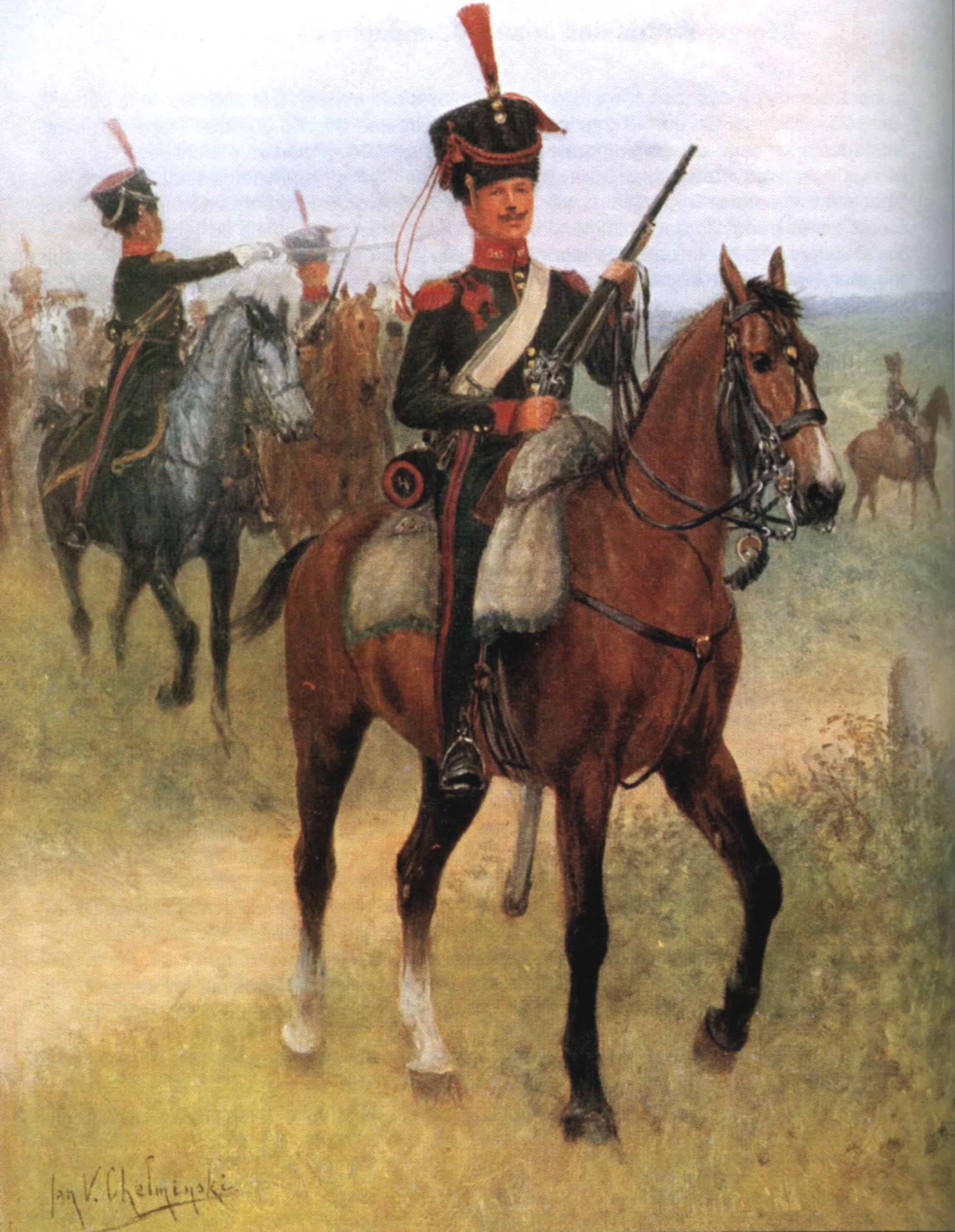
Strzelec konny

Wzorowany na francuskim, mundur wielki polskich szaserów składał się z zielonej kurtki zapiętej na jeden rząd złotych guzików ze stojącym kołnierzem odmiennej barwy, białej kamizelki i wąskich spodni, barwy kurtki, z lampasami zwanych rajtuzami. Pułki szaserów różniły się między sobą barwami kołnierzy, wyłogów, mankietów i lampasów na rajtuzach. Kompanie wyborcze i oficerowie młodsi nosili niedźwiedzie bermyce o wierzchach w barwach pułkowych, z flamą zakończoną pomponem zwisającą na prawy bok, kordonami i kitami na paradę.
Kompanie centralne i oficerowie sztabowi nosili kaszkiety z czarnego filcu z kitami pierzastymi.
Od 1810 roku mundurem wielkim strzelców konnych były zielone kurtki bez wyłogów, zapinane na jeden rząd złotych guzików z barwnymi kołnierzami, wyłogami mankietów i wypustkami, zielone długie rajtuzy z lampasami podwójnymi i strzemiączkami i półbuty czarne z przybijanymi ostrogami z żółtego metalu. Do tego przysługiwała czarna chustka z białą wypustką noszona na szyi, rękawice łosiowe z karwaszami lakierowanymi na biało u oficerów i matowymi u strzelców.
Mundur mały składał się z kapelusza z czarnego filcu ze złotym galonikiem i białą kokardą, ciemnozielonego fraka z żółtymi guzikami i haftowanymi trąbkami na złączeniu połów fraka. Spodnie sukienne, białe lub zielone, wpuszczane w cholewy butów węgierskich.
Do służby codziennej i w marszu noszono zielone sukienne lub szare obszyte szeroko czarną skórą szarawary. Na chłodniejsze dni oficerowie mieli surduty z zielonego sukna zapinane na siedem guzików ze żółtego metalu oraz białe koliste płaszcze z peleryną. Oficerowie nosili złote naramienniki z blachą mosiężną ułożoną w łuskę. Temblaki przy szablach – czarne z plecionego rzemienia ze srebrnym chwastem, kordony na czapkach srebrne, a pompony złote.

### Kirasjerzy

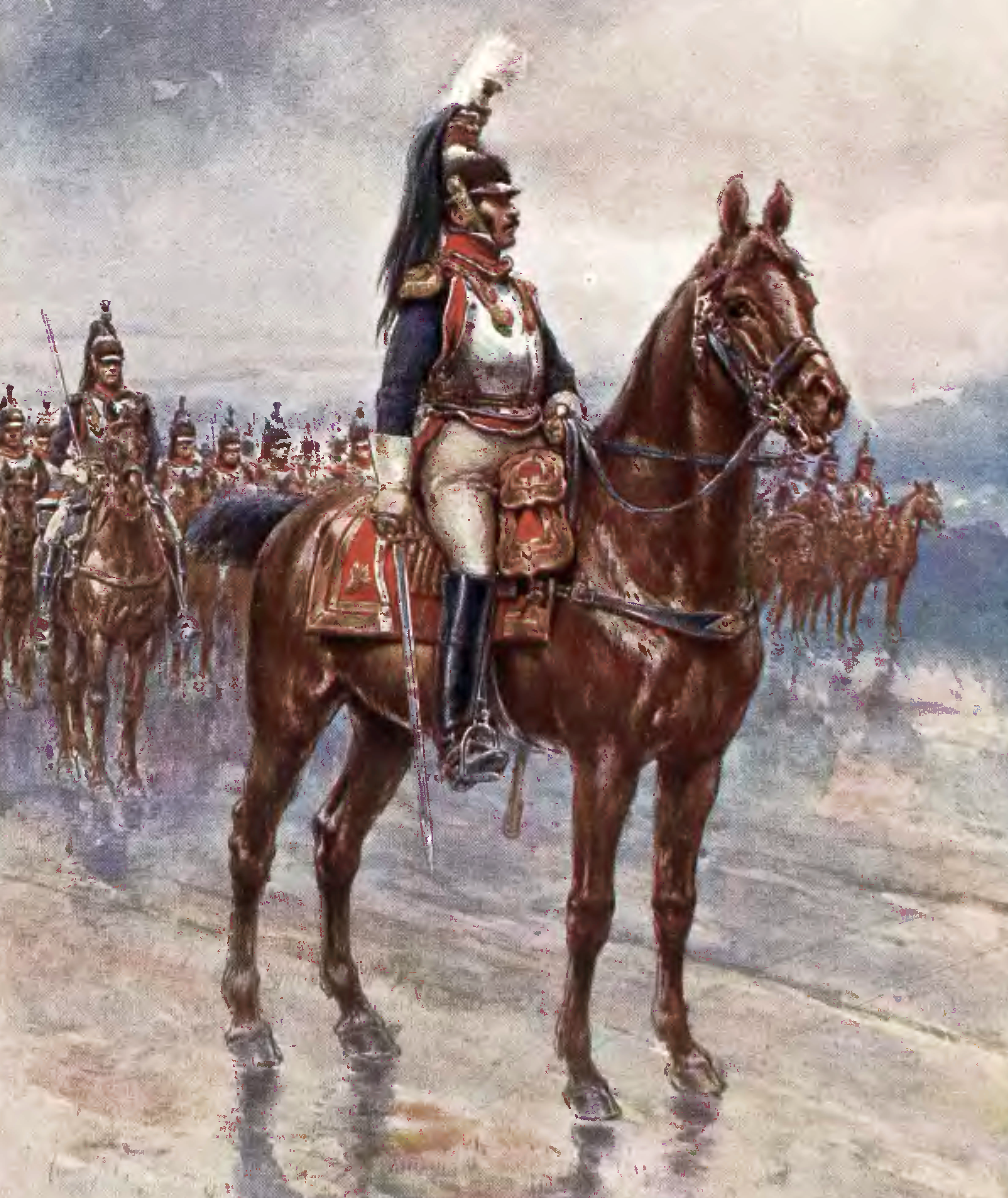
Oficer kirasjerów

Ubiór dla kirasjerów ustalony został w przepisach z 3 września 1810 roku.
W skład munduru wielkiego wchodziły: kolet z granatowego sukna z kołnierzem, wyłogami u rękawów i połami pąsowymi, zapinany na 11 guzików z żółtego metalu z numerem pułku; spodnie krótkie pod kolano ze skóry białej; buty czarne długie przykrywające kolana z żelaznymi przypinanymi ostrogami; kamizelka sukienna biała pod koletem; kirys żelazny z naplecznikiem polerowany na stal z zapięciami i guzami na krawędziach z żółtego metalu garnirowany pąsową tkaniną i galonkiem; hełm żelazny z grzebieniem, podpinką i okuciem daszka z żółtego metalu
Oficerski mundur mały to: granatowy frak sukienny zapinany na guziki z kołnierzem i wypustkami pąsowymi o połach spiętych u dołu dwoma granatami z żółtego metalu; granatowe długie spodnie sukienne; buty długie jak do ubioru wielkiego; kapelusz czarny ze złotym galonikiem, białą kokardą i pąsowym piórem; surdut granatowy z dwoma rzędami po 7 guzików z żółtego metalu; płaszcz obszerny z białego sukna z peleryną ozdobiony pąsową wypustką

### Huzarzy

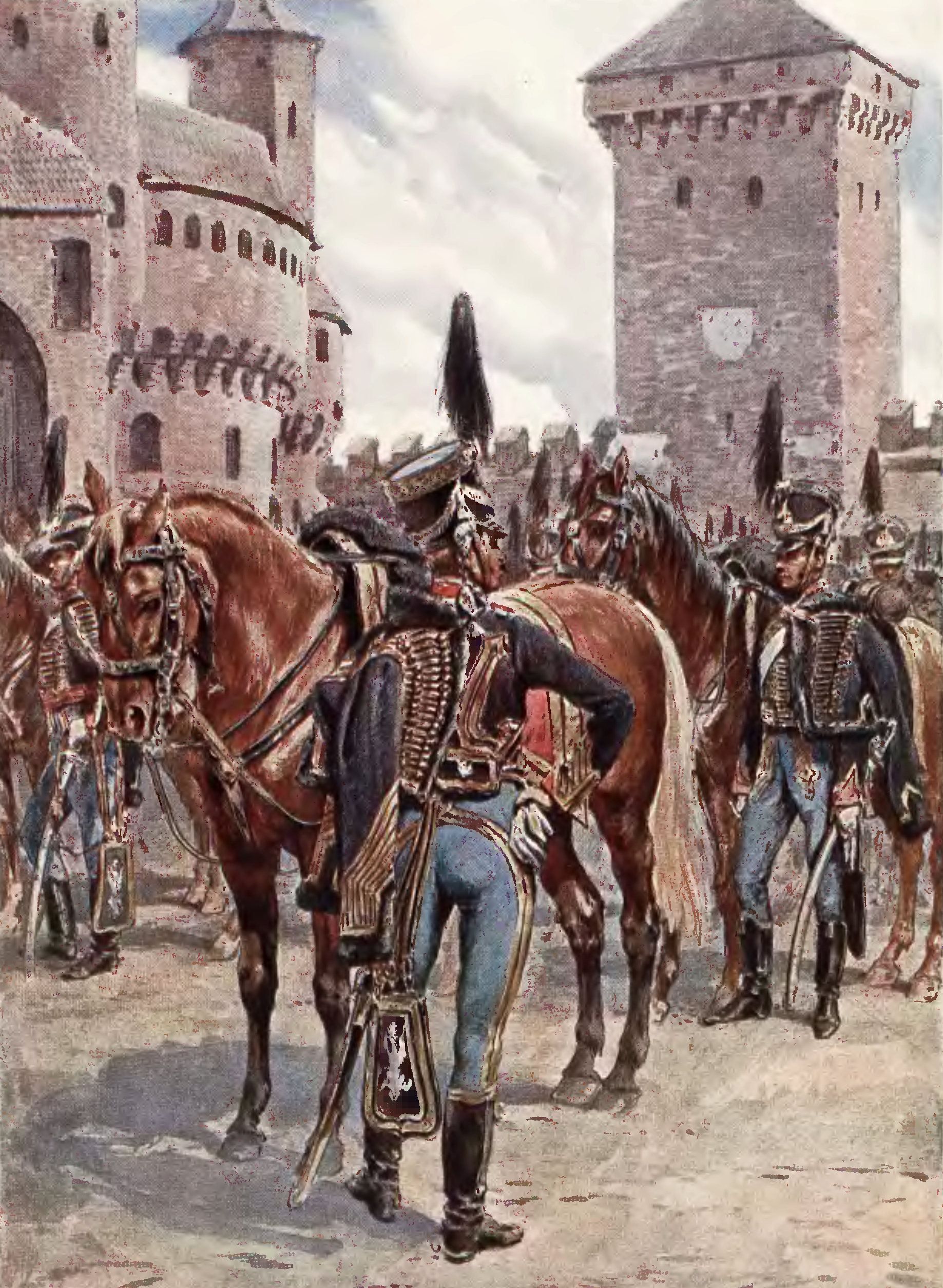
"Złoci" huzarzy

Ubiór huzarów w owym czasie należał do najatrakcyjniejszych. Dwa polskie pułki różniły się tylko złotymi lub srebrnymi dodatkami (złoci i srebrni huzarzy)
W skład munduru galowego oficera pułku wchodził: mentyk granatowy, podszyty karmazynowym suknem z obrzeżem z baranka, ozdobiony 5 rzędami guzików po 18 lub 20 w rzędzie, szamerowaniami złotymi obszyty galonem dookoła i na plecach; obcisłe niebieskie rajtuzy z galonem na boku i wyszywane wzorem węgierskim na przodzie w sznytasy z wywijasami lub w kształcie grotu lancy; buty węgierskie, czarne z przybitymi ostrogami; czako okrągłe z daszkiem, kokardą, agrafą, kordonami i kitą; pas srebrno-karmazynowy.
Mundur mały składał się z dolmana sukiennego z karmazynowym kołnierzem, zapiętego na 5 guzików w trzech rzędach z pętlicami; rajtuzów z szarego sukna z karmazynowymi lampasami o nogawkach zapiętych na 6 białych guzików.
Oficerowie nosili oznaki stopni według systemu francuskiego w formie galonów naszytych na rękawach i wyszycia na przodzie spodni, a przy szabli temblaki plecione z czarnego rzemienia z chwastem ze srebrnej frędzli lub bulionami.
Kompanie wyborcze pułków wyróżniały się czakiem (kołpakiem) futrzanym z daszkiem i wierzchem sukna niebieskiego ze szkarłatnymi sznurami i podpinkami metalowymi koloru guzików.
Ubiór huzarów polskich był bardzo podobny do mundurów huzarskich armii nieprzyjacielskich. Aby zapobiec pomyłkom na polu bitwy, dbano o to, by kity na czapkach były wąskie i opadające w dół, odpowiednio pochylone w odróżnieniu od sztywnych i mocno rozbudowanych w innych armiach.
Przynależność narodową podkreślano także karmazynowymi kołnierzami i wyłogami rękawów oraz dużym wizerunkiem orła na szabeltasach, a czasem i na czaprakach.

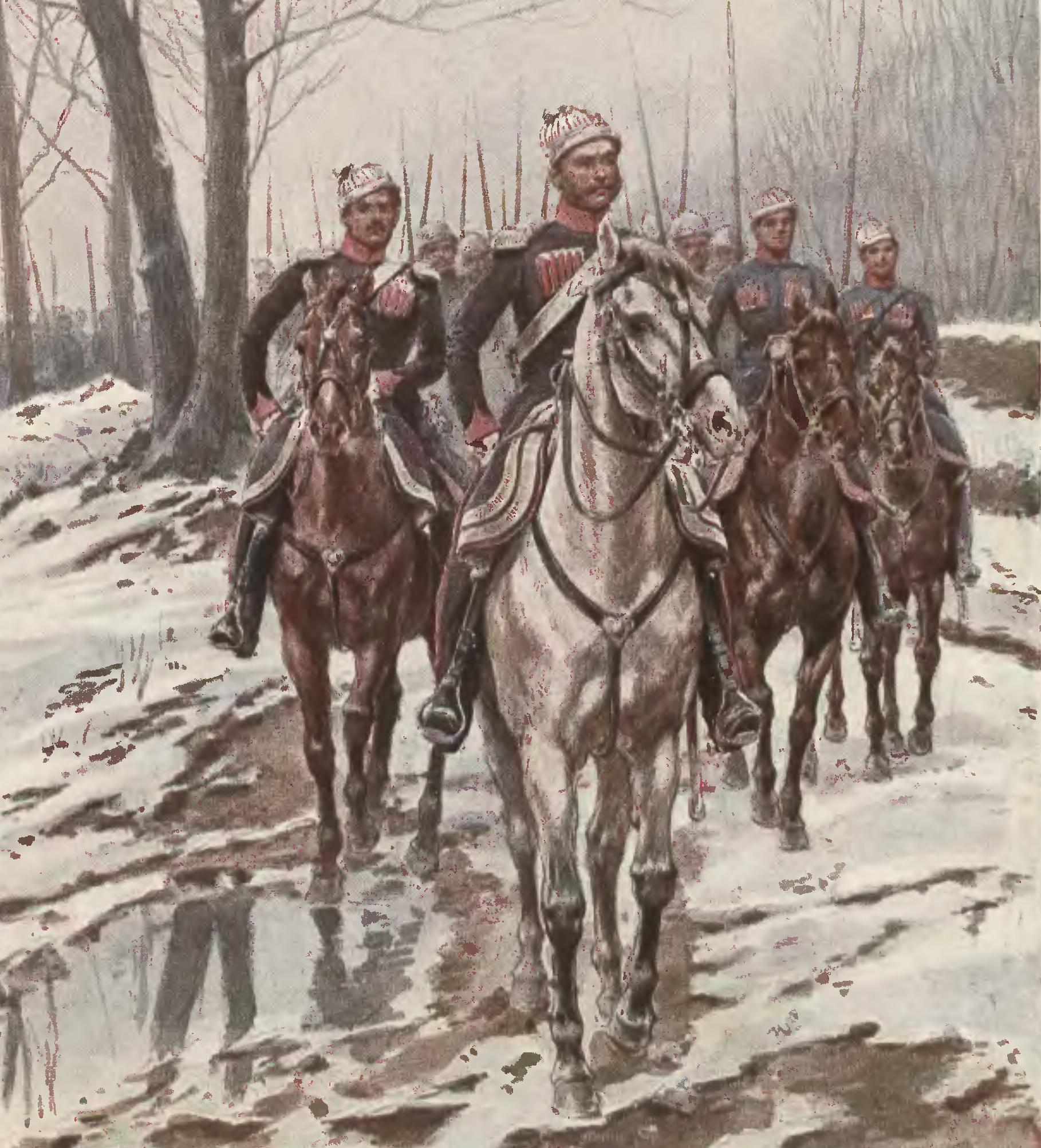
Krakusi w 1814

### Krakusi
Mundurem krakusów była siwa lub granatowa chłopska sukmana i amarantowa rogatywka z czarnym barankiem. W 1814 roku, po reorganizacji wojsk w Sedanie, krakusi otrzymali nowe mundury w stylu czerkieskim. Czapka krakusów miała kształt melonowaty, z wierzchem amarantowym, ze sznurkiem białym w karbach i chwościkiem u szczytu, niekiedy z otokiem z czarnego baranka.
Za kurtkę służyła granatowa, sukienna Wołoszka z kołnierzem i mankietami amarantowymi.
Zamiast ładownicy, na piersiach wołoszki znajdowały się pochewki na ładunki obwiedzione po czerkiesku taśmami i sznurkami. Pas amarantowy i rajtuzy z wąskim lampasem, podszyte skórą. Zamiast płaszcza krakusi nosili szaraczkową opończę ze szpiczastym kapturem, co jeszcze bardziej upodobniało ich do kozaków lub baszkirów.

## Umundurowanie artylerii i inżynierii

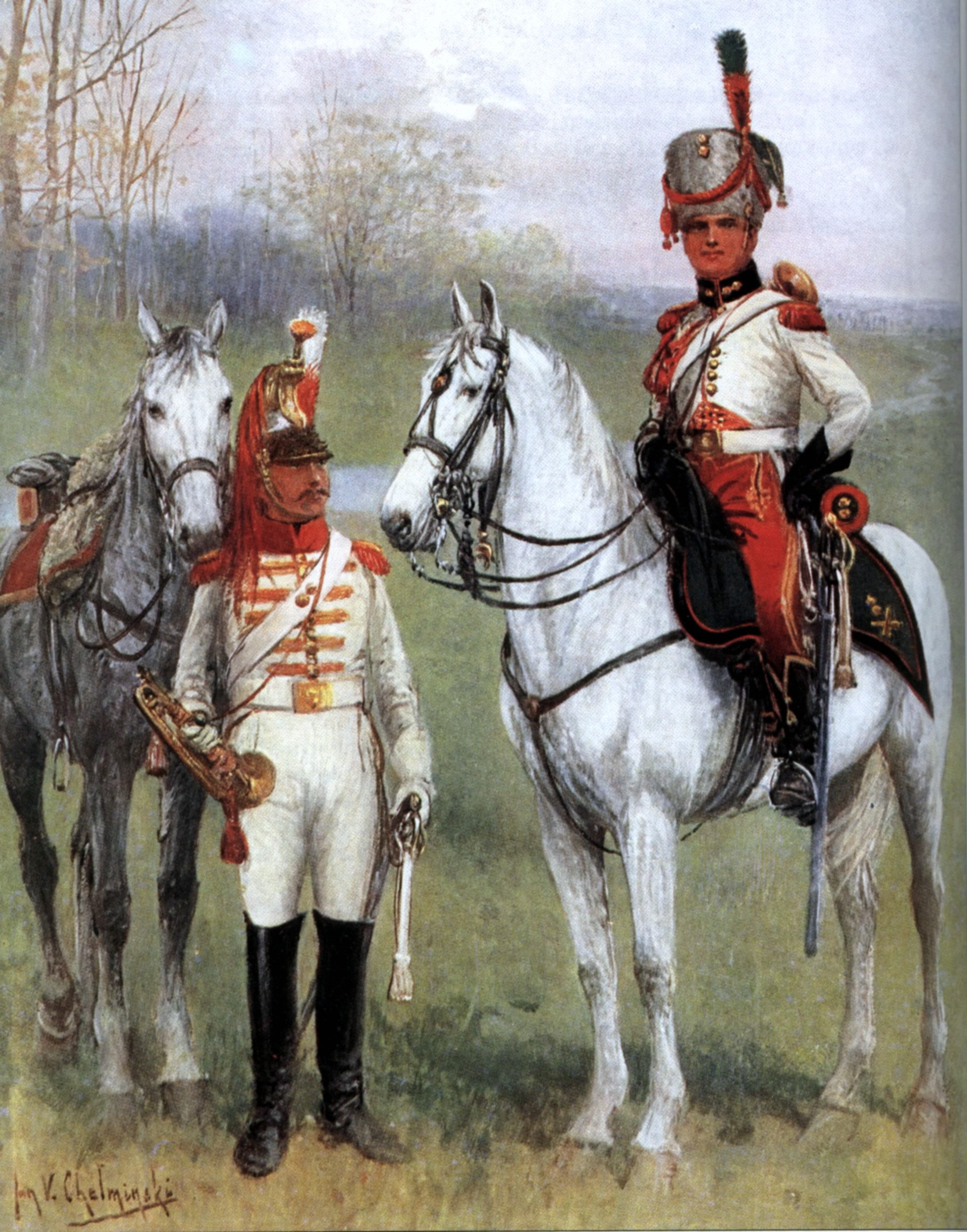
Trębacz artylerii konnej (z prawej)

### Mundur artylerii pieszej
Artyleria zachowała tradycyjne kolory – zielony i czarny.
Artylerzysta pieszy chodził w ciemnozielonej kurtce z czarnymi dodatkami. Guziki przy kurtce żółte ze skrzyżowanymi armatami lub bombą gorejącą. Rajtuzy czarne z zielonymi lampasami. Nakrycie głowy stanowiło czarne czako z orłem na skrzyżowanych lufach. Naramienniki posiadał pąsowe.
Mundur wielki oficerski składał się z ciemnozielonego fraka sukiennego z wyłogami, kołnierzem i łapkami z czarnego aksamitu i czerwoną wypustką. Zapinany był na żółte guziki z wizerunkiem bomby nad dwiema armatami. Na rogach pół haftowana złotem bomba. Do fraka noszono kamizelkę i białe sukienne spodnie oraz wielkie buty. Reszta ozdób, kapelusz i kokarda – jak w piechocie.
W mundurze małym oficer nosił ciemnozielony frak bez wyłogów, z kołnierzem i łapkami z czarnego aksamitu, z pąsową wypustką. Spodnie sukienne czarne lub zielone. Zamiast fraka dozwolony był dwurzędowy surdut. Buty mniejsze – węgierskie.
Żołnierze i podoficerowie artyleryjską zieleń nosili na kurtkach z wyłogami, spod których widać było kamizelkę. Do tego przysługiwały niciane czerwone szlify. W zależności od pory roku noszono długie zielone spodnie sukienne lub białe płócienne czechczery, pod nimi zaś czarne lub białe kamasze. Na głowę artylerzysta wkładał czako z żółtym okuciem daszka i metalowymi podpinkami podtrzymywanymi przez guzy z wyobrażeniem lwiej głowy. Kordony czaka były pąsowe, podobnie pompon nad białą kokardą i jego kita. Poza służbą żołnierze nosili lejbiki z białego sukna, z zielonym kołnierzem, łapkami i wypustką przy kieszeniach. Furażerka wykonana była z zielonego sukna i obszyta żółtą taśmą.

### Mundur artylerii konnej

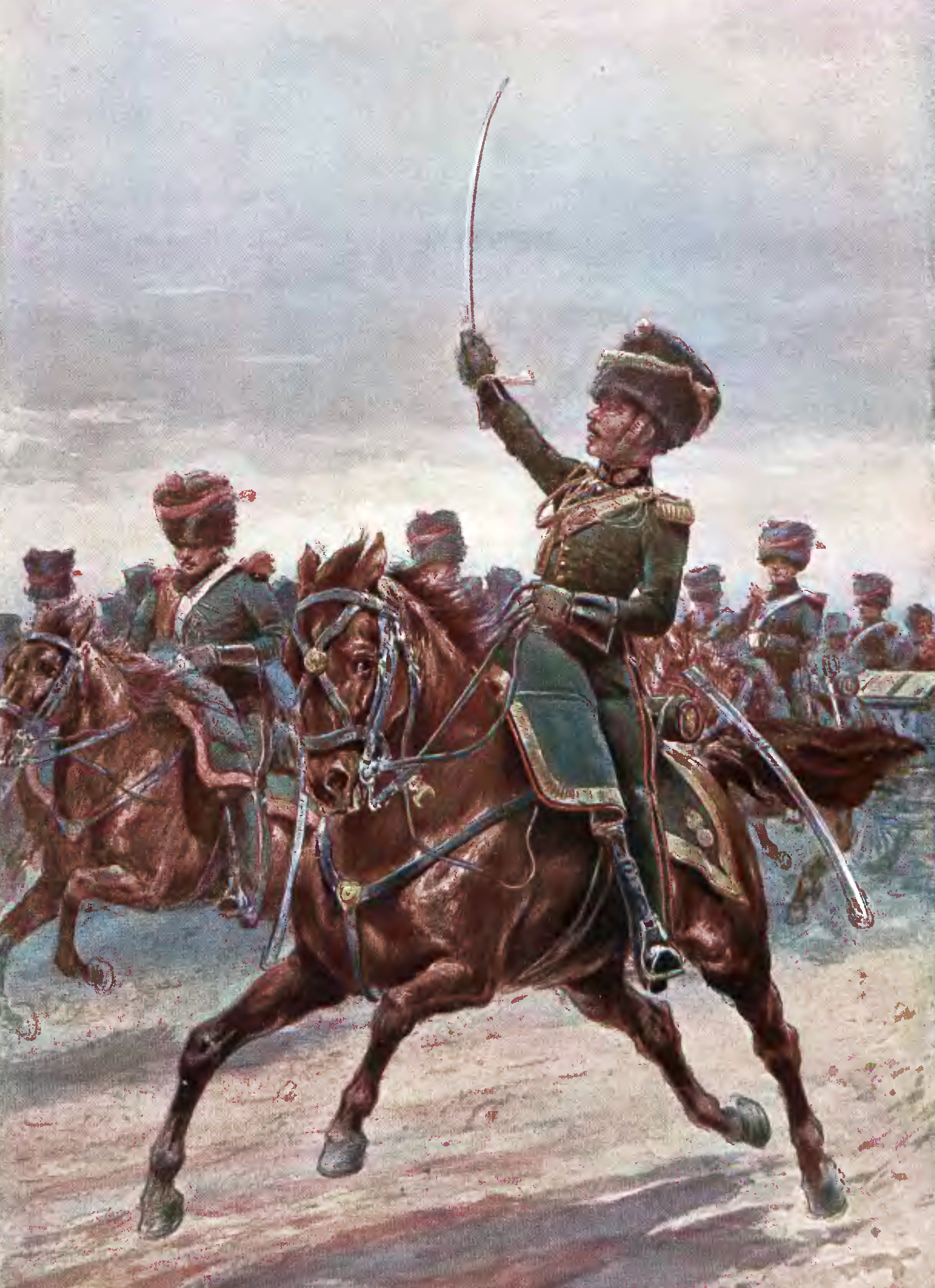
Artylerzyści konni

Artyleria konna do 1809 roku swój mundur wzorowała na ułańskim. Była to czarna ułańska czapka, z pąsowymi kordonami, ciemnozielona kurtka z wyłogami, kołnierzem i łapkami czarnymi. Trębacz ubierał kurtkę białą, a czapkę i spodnie pąsowe.
Według przepisu 1810 roku artyleria konna otrzymała nowy mundur, wzorowany na szaserskim. Kurtka ciemnozielona z czarnym kołnierzem i łapkami oraz pąsowymi wypustkami. Mundur dopełniały ciemnozielone rajtuzy z czarnymi podwójnymi lampasami. Na głowie bermyca z czarnego futra z ciemnozielonym wierzchem i złotymi u oficerów, a pąsowymi dla niższych stopni kordonami. Bermyce zapinano na zapinki "w karpią łuszczkę metalu żółtego" z guzami o lwich głowach. Oficerowie nosili z przodu pomponik żółty, żołnierze – pąsowy.
Oficerowie nosili złote epolety i akselbanty, a żołnierze – pąsowe. Trębacze występowali w białych bermycach i pąsowych kurtkach z białymi epoletami i akselbantami. Mundur mały oficera stanowił ciemnozielony frak, szare spodnie oraz kapelusz stosowany. Zakładano też czarne, aksamitne kamizelki ze złotym huzarskim szamerunkiem.
Mały mundur oficerski składał się z ciemnozielonego fraka ze złotymi guzikami, szarych spodni i stosowanego, czarnego filcowego kapelusza z kokardą przytrzymywaną przez złoty galon. Pod frakiem noszono czarne aksamitne kamizelki, szamerowane na złoto po huzarsku. Zielone wyłogi, czarne wyłogi rękawów i kołnierz obwiedzione były pąsową wypustką. Na kołnierzu i wyłogach frakowych pół złociły się wyhaftowane gorejące granaty. Spodnie wpuszczano do „butów węgierskich z obszyciem i kutasem złotym", do obcasów których śrubowano żółte ostrogi.

### Mundur inżynierów i saperów
Korpus inżynierów i saperów posługiwał się mundurem artylerii pieszej, tylko na guzikach widniał wyobrażony kirys z hełmem, wśród chorągwi i armat. Inżynierowie nosili mundur z pąsową podszewką.